# Vegetarianismul pe mapamond

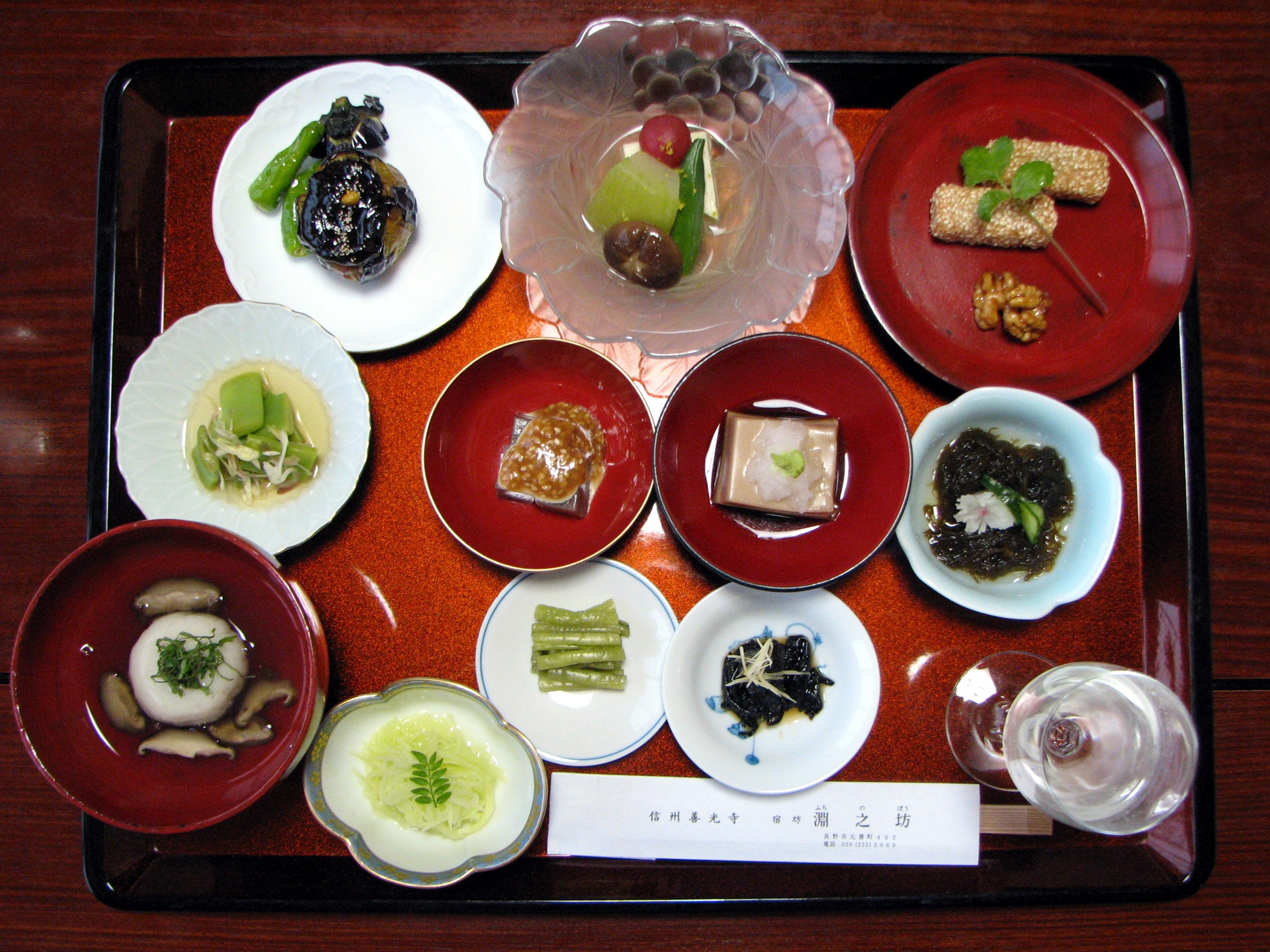
Masă vetgetariană la un templu budist din Japonia

Pe cuprinsul mapamondului, vegetarianismul este privit în mod diferit, în funcție de regiune. În unele zone, există o susținere culturală și chiar legislativă a acestuia – în țări precum India sau Marea Britanie, unde etichetarea hranei face posibilă identificarea de către vegetarieni a hranei compatibile cu alimentația lor.

## Asia

### China
În China, deși se întâlnește relativ rar, vegetarianismul s-a practicat cel puțin din secolul al 7-lea, și s-a regăsit la buddhiști. În ultimii ani, s-a observat o renaștere a acestuia în orașe, pe măsură ce clasa de mijloc chineză a început să acorde atenție problemelor legate de sănătate și alimentație. În anul 2010, primul ministru al Republicii Populare Chineze, Wen Jiabao (溫家寶總理), a propus o campanie națională de „o zi de hrană vegetariană în fiecare săptămână” (每週一素), în principal ca parte componentă a unei platforme mai cuprinzătoare privind protecția mediului. 

### Taiwan

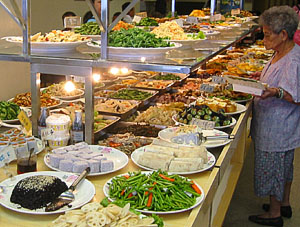
Restaurant vegetarian în Taipei

În Taiwan, 1,7 milioane de persoane, adică 10% din populație, au o dietă vegetariană, cel puțin o parte a timpului. Sunt mai mult de 6000 de întreprinderi alimentare vegetariene în această țară. Legile privitoare la etichetarea hranei sunt cele mai stricte din lume, deoarece mai mult de 2 milioane de locuitori au un stil de viață vegetarian. O mișcare binecunoscută de „o zi vegetariană în fiecare săptămână” s-a popularizat la nivel național, și la nivel local, și a implicat și anumite corpuri guvernamentale - precum Consiliul Orășenesc al Educației din Taipei.

### India

Simbolurile folosite în India pentru a eticheta produsele vegetariene (stânga) și cele non-vegetariene (dreapta)

În India, vegetarianismul este de regulă sinonim cu lacto-vegetarianismul. Cele mai multe restaurante din India disting în mod clar aceste concepte, și se promovează ca fiind fie „non-vegetariene”, fie „vegetariene” sau „pur vegetariene” (lacto-vegetariene). Restaurantele vegetariene abundă în această țară, și de obicei se pot alege între multe opțiuni vegetariene (Shakahari: mâncător de plante, in sanscrită). Ingredientele de origine animală (altele decât lapte și miere) precum untura, gelatina, și carnea provenită de la animale nu sunt folosite în bucătăria tradițională.
Potrivit Sondajului stării națiunii efectuat de Hindu-CNN-IBN din anul 2006, 31% din indieni sunt vegetarieni, în timp ce alți 9% consumă ouă. În cadrul variatelor comunități indiene, vegetarianismul a fost cel mai des întâlnit la jainiști și brahmani, în procent de 55%, și mai puțin întâlnit la musulmani (3%) și la locuitorii statelor de pe lângă coaste. Alte sondaje citate de FAO și USDA estimează că între 20% și 42% din populația indiană sunt vegetarieni. Aceste sondaje indică faptul că până și indienii care se hrănesc cu carne, mănâncă carne în mod mai puțin frecvent. Astfel, sub 30% din indieni care consumă carne în mod regulat, deși motivele sunt parțial de natură economică.
India a conceput un sistem de marcare a produselor alimentare conținând doar ingrediente vegetariene, în care se folosește un punct verde într-un pătrat verde. Un semn reprezentând un punct maro într-un pătrat maro semnifică faptul că au fost folosite în acel produs unele ingrediente de origine animală.
Creșterea recentă a comerțulului cu amănuntul din India a iscat unele controverse, deoarece unii vegetarieni cer supermarketuri în care să nu existe carne.

## Australia
În Australia, unii producători care au ca țintă piața vegetariană își marchează produsele cu propoziția „potrivit pentru vegetarieni”; totuși, în ce privește produsele alimentare exportate în Marea Britanie, aceasta etichetare poate fi necorespunzătoare, pentru că nu este obligatoriu să se specifice dacă aromele din lista de ingrediente sunt de origine animală. Ca atare, aroma naturală ar putea fi obținută fie din plante, fie din surse animale.
Unele organizații care susțin drepturile animalelor, precum „Eliberarea animalelor” (Animal Liberation), promovează alimentația vegană și pe cea vegetariană. „Săptămâna vegetariană” este cea cuprinsă între 1 și 7 octombrie din fiecare an, și companiile producătoare de alimente profită de creșterea numărului vegetarieni prin fabricarea de produse alternative celor populare, fără carne, inclusiv cârnați și piure sau spaghetti Bolognese.
Potrivit unui sondaj Newspoll din anul 2010, 5% din australieni declară că sunt vegetarieni, dar numai 2% din ei au o alimentație cu adevărat vegetariană.

## Europa
Definiția vegetarianismului de-a lungul Europei nu este una uniformă, creându-se astfel un potențial pentru etichetarea necorespunzătoare a produselor alimentare.

### Belgia
Din mai 2009, Belgia are primul oraș din lume (Gent) care ține săptămânal o „zi vegetariană”.

### Germania
În Germania, potrivit unui sondaj desfășurat de Institut Produkt und Markt, 9% din populație (7.380.000 persoane) este vegetariană.

### Portugalia
Societatea Vegetariană din Portugalia a fost fondată în anul 1908 de către Amîlcar de Sousa. În anul 2007, numărul de vegetarieni din Portugalia era estimat la circa 30.000 persoane.

### Spania
În Spania, restaurantele și magazinele cu specific vegetarian sunt rare. Unii vegetarieni spanioli declară că această situație există din cauza faptului că regimul Franco a descurajat puternic vegetarianismul, pe care îl asociase cu politica de stânga. Doar după anul 1975 li s-a permis doctorilor să discute despre beneficiile aduse sănătății de către vegetarianism, și s-a permis din nou deschiderea restaurantelor vegetariene.

### Olanda
Vegetarianismul este relativ des întâlnit în Olanda. Un studiu a arătat că numărul de vegetarieni din populația de circa 16,5 milioane de oameni a crescut de la 560.000 de persoane în 2004 până la 720.000 în anul 2006. S-a estimat că 4,5% din populația olandeză nu consumă carne. Numărul de vegetarieni „parțiali” a crescut rapid: 3,5 milioane de cetățeni olandezi se abțin de la a consuma carne câteva zile pe săpămână.
Vânzările de substitute de carne are o creștere anuală de circa 25%, transformând-o în una din piețele cu cea mai rapidă creștere din Olanda. În supermaketuri și magazine, uneori este necesar să se citească scrisul cu caractere mici pentru ști sigur că produsele nu conțin ingrediente de origine animală. Totuși, din ce în ce mai mult, produsele vegetariene sunt etichetate cu „eticheta V” internațională, supervizată de asociația vegetariană olandeză.
Veganismul este mai rar întâlnit în Olanda: Asociația Olandeză pentru Veganism estimează că sunt aproximativ 16.000 de vegani în Olanda, sau aproximativ 0,1% din populația olandeză.

### Marea Britanie
În Marea Britanie, un număr din ce în ce mai mare de persoane au adoptat o alimentație vegetariană, de la sfârșitul celui de-al doilea război mondial. Sondajul Agenției standardelor alimentare, denumit Atitudini publice către hrană (Public Attitudes to Food survey), derulat în anul 2009, a raportat că 3% din repondenții la sondaj s-au declarat „complet vegetarian” și un procentaj de 5%  s-au declarat „parțial vegetarieni” (nu consumă unele tipuri de pește sau carne). Unele studii de piață independente sugerează că vegetarienii constituie un procentaj între 7% și 11% din populația adulta a Marii Britanii (4 milioane de oameni). Începând cu anul 2003, Societatea vegetarienilor estimează că există între 3 și 4 milioane de vegetarieni în Marea Britanie. Numărul femeilor este dublu față de cel al bărbaților, în cadrul vegetarienilor. În ciuda clasificării clare venite din partea Societății vegetarienilor, unele persoane din Marea Britanie se identifică în mod eronat ca fiind vegetarieni, deși consumă pește, fie pentru motive de sănătate, sau din cauza diverselor perspective etice asupra vegetarianismului; în acest timp, unii folosesc termenul de „flexitarian” sau vegetarian parțial. Din anul 2009, populației din această țară li se aplică acum etichete precum „cei care evită carnea” sau „cei care reduc carnea” de către oamenii de marketing, prin aceste concepte denotând persoane care nu se identifică ca vegetarieni, dar care reduc sau evită carnea din motive de sănătate sau care țin de impact asupra mediului înconjurător. Astfel, un sondaj a relevat 23% din populație ca fiind „cei care reduc consumul de carne” (meat reducers), și 10% ca „cei care evită carnea” (meat avoiders). Același sondaj a indicat că „marea majoritate” a populației britanice încă se hrănește cu carne, una din cinci persoane consumând carne în fiecare zi.
„Vegetarian” și „vegan” nu sunt termeni definiți din punct de vedere legislativ, nici in Marea Britanie, nici la nivel european. Totuși, hrana etichetată ca fiind potrivită pentru vegetarieni sau vegani a făcut subiectul unor clauze din Actul descrierii ramurilor comerțului (Trades Descriptions Act) din anul 1968. Agenția standardelor alimentare publică îndrumări privitoare la etichetarea alimentelor potrivite pentru vegetarieni:
„Termenul <vegetarian> nu ar trebui aplicat produselor care au, sau sunt făcute din, sau cu ajutorul produselor derivate din animale care au murit, au fost sacrificate, sau din animale care mor în timp ce sunt mâncate. Animalele reprezintă animale de fermă, sălbatice sau domestice, incluzând de exemplu păsările, vânatul, scoicile, peștii, crustaceele, moluștele, amfibienii, echinodermele, tunicatele și insectele.” – Agenția standardelor alimentare.
Alături de etichetarea voluntară, Societatea vegetarienilor operează cu o schemă unde hrana care îndeplinește criteriile lor stricte poate fi etichetată cu „aprobată de Societatea Vegetarienilor”. Conform acestei scheme, un produs este vegetarian dacă nu conține carne roșie, păsări, pește, scoici, oase sau carne de animale, grăsimi provenite de la animale sacrificate sau moarte, gelatină, aspic, sau orice alt ingredient rezultat din uciderea animalelor, precum cheagul. Și brânza este etichetată în acest mod, făcând astfel posibilă identificarea brânzeturilor care au fost făcute cu cheag obținut din surse non-animale. Multe brânzeturi tari din Europa continentală conțin cheag obținut din surse animale.

## America de Nord

### Canada
În Canada, vegetarianismul este în mod obișnuit sinonim cu lacto-ovo-vegetarianismul. Totuși, vegetarienii sunt în mod greșit catalogați ca fiind „peștarieni” (pescetarians) sau „pollotarieni” (pollotarians) care tolerează carnea de pește, respectiv cea de pasăre. Începând cu anul 2003, s-a stabilit că aproximativ 4% din adulți sunt vegetarieni.

### SUA
Vegetarianismul a fost validat în SUA în anul 1838 de către Convenția Americană a Sănătății. De fapt, în anul 1971, doar 1% din cetățenii SUA se descriau ca fiind vegetarieni, dar vegetarianismul a devenit din ce în ce mai atractiv și acceptat din punct de vedere al alimentației la sfârșitul secolului trecut. Un sondaj al Zogby din anul 2000 sponsorizat de către Grupul de resurse vegetarian a raportat că 2,5% din repondenți au declarat că nu consumă carne roșie, păsări, sau pește, în timp ce 4,5% au declarat că nu consumă carne deloc. Un studiu aparținând Harris Interactive cu un număr de 5050 repondenți a raportat că „aproximativ 0,5%, reprezentând 1 milion de Americani sunt vegani, care nu consumă deloc produse de origine animală”, în timp ce un număr semnificativ mai mare, de 3,2% de adulți din SUA (7,3 milioane de oameni) „au o alimentație vegetariană”, și 10% din adulții din această țară, sau 22,8 milioane de oameni, „spun că în mare parte au o alimentație cu înclinații vegetariene”.
Mulți copii (din SUA) ai căror părinți au o alimentație vegetariană, au și ei acest tip de alimentație din cauze religioase, etice, cauze care țin de drepturile animalelor, care țin de respectarea mediului înconjurător, sau din alte motive. De fapt, în prima estimare a guvernului în ceea ce privește numărul de copii care evită carnea, acest număr este de aproximativ 1 din 200. [Unele persoane] suspectează că acesta este un motiv pentru care cel mai recent sondaj [pe care l-a făcut un website] a găsit că 3% din copiii cu vârste între 8 și 18 ani [din SUA] sunt vegetarieni. De asemeni, sondajul CDC a inclus copiii între 0 și 17 ani. Este mai probabil ca acești copii de vârste mai mari să urmeze o alimentație vegetariană, astfel încât diferențele în ceea ce privește vârsta să explice unele diferențe dintre rezultatele sondajelor.
Vânzările de hrană vegetariană din SUA s-au dublat în raport cu cele din anul 1998, ajungând la suma de 1,6 miliarde dolari în anul 2003. Se așteaptă ca populația cu alimentație vegetariană și vegană să crească în mod constant.
Un studiu din 2002 efectuat pe adulții americani a raportat următoarele motive pentru alegerea unui mod de viață vegetarian:
Cel mai important motiv pentru a deveni vegetarian
Sănătatea	32%
Din cauza chimicalelor și a hormonilor din produsele din carne	15%
Nu le place gustul cărnii	13%
Din dragoste pentru animale	11%
Pentru drepturile animalelor	10%
Motive care țin de religie	6%
Motive care țin de protecția mediului înconjurător	4%
Pentru a slăbi	3%
Pentru a reduce foametea de pe mapamond	1%
În legislația SUA, ambalarea hranei este reglementată de către Administrația Hranei și a Medicamentelor și, ca atare, în general trebuie să fie etichetată astfel încât să conțină toate ingredientele sale. Există și excepții; de exemplu, anumite ingrediente în cantități infime care sunt „ingrediente ale ingredientelor” nu e obligatoriu să fie enumerate.

## America de Sud

### Brazilia
Nu există sondaje specifice despre vegetarianism în Brazilia, dar există indicii că și aici crește popularitatea vegetarianismului. Se spune că în Brazilia cel puțin 5% din populație este vegetariană.